# Beklierde nachtschade
De beklierde nachtschade (Solanum nigrum subsp. schultesii) is een in de drogere gebieden van Midden-, Zuid-, Oost-Europa en Australië ten zuiden van Adelaide voorkomende tot 40 cm hoge, eenjarige plant uit de nachtschadefamilie (Solanaceae). De plant heeft een opgerichte, behaarde, vaak ietwat zwarte stengel. De beklierde nachtschade onderscheidt zich van de zwarte nachtschade door de viltige beharing met opgerichte, zelden aanliggende, gewone haren en meercellige klierharen. Ook is de stengel minder kantig dan die van de zwarte nachtschade en heeft ze gladde lijsten. De oudere bladeren van de beklierde nachtschade zijn kaal. De soort staat op de Nederlandse Rode lijst van planten als een soort die in Nederland algemeen voorkomt en stabiel of toegenomen is.
De witte bloempjes hebben vijf puntige, naar achteren gebogen kroonbladen. De teruggebogen kroonbladen zijn wit tot vuilwit met gele helmhokjes. Na de bloei (juni tot september) ontwikkelen zich hieraan eerst groene, later zwarte bessen. De kelkbladen omsluiten de giftige bessen niet. De zaden ontkiemen pas bij vrij warm weer in april en mei.
De eironde tot driehoekige bladeren zijn grofgetand en de jonge bladeren zijn vrij dicht behaard. De oudere bladeren zijn kaal.

## Landbouw
Vooral tussen de aardappels en tussen diverse fruit- en erwtachtigen wordt de plant door boeren als lastig onkruid ervaren. Het is een late kiemer, waardoor vaak een keer extra gespoten moet worden en doordat de aardappel en de beklierde nachtschade beiden tot het geslacht Solanum behoren, hebben veel herbiciden effect op beide plantensoorten. De bessen van de beklierde nachtschade zijn even groot als de erwten en komen daardoor gemakkelijk in het product terecht.

## Giftigheid
De giftigheid van Solanum nigrum subsp. schultesii varieert en deskundigen adviseren geen bessen te eten tenzij ze aantoonbaar afkomstig zijn van een eetbare vorm. Het gifgehalte kan ook beïnvloed worden door de omstandigheden waaronder de plant groeit.
Alle delen van de plant kunnen giftig zijn en bevatten tot 0,524% droog gewicht aan glycoalkaloïden en solanine. Het vergif is het hoogst geconcentreerd in de onrijpe groene bessen, maar komt ook voor in rijpe bessen. Solanine in S.nigrum kan zeer giftig zijn en mogelijk dodelijk.
Vergiftigingssymptomen treden pas op na 6-12 uur na inname. Beginsymptomen kunnen zijn koorts, zweten, braken, buikpijn, diarree, verwarring en sloomheid. De dood volgt door een hartstilstand en het stoppen van de ademhaling. Er zijn kinderen en vee overleden na het eten van onrijpe bessen. Vee is ook doodgegaan aan nitraatvergiftiging door het eten van bladeren van S. nigrum.
Hoewel veel publicaties melden dat gekookte rijpe vruchten van S.nigrum veilig kunnen worden gegeten, kan dit niet worden toegeschreven aan een normale kooktemperatuur omdat solanine pas bij een veel hogere temperatuur van ca. 243°C wordt afgebroken. Er zijn ethnobotanische verslagen van S.nigrum waarin bladeren en jonge spruiten als groente worden gekookt waarbij het kookvocht meerdere malen wordt afgegoten om toxines te verwijderen.

## Gebruik
De plant bevat solanine, saponine, solaceïne en solaneïne. De plantendelen kunnen lokaal worden toegepast tegen oppervlakkige abcessen en ontstekingen.